# Ула-Тірсо
Ула-Тірсо (італ. Ula Tirso, сард. Ula) — муніципалітет в Італії, у регіоні Сардинія,  провінція Ористано.
Ула-Тірсо розташована на відстані близько 370 км на південний захід від Рима, 95 км на північ від Кальярі, 32 км на північний схід від Ористано.
Населення — 564 особи (2014).
Щорічний фестиваль відбувається 30 листопада. Покровитель — Андрій Первозваний.

## Демографія
Населення за роками:

Станом на 1 січня 2023 року в муніципалітеті офіційно проживали 4 іноземці з 2 країн, серед них 2 громадяни країн Євросоюзу.

## Сусідні муніципалітети
- Ардаулі
- Бузакі
- Гіларца
- Неонелі
- Ортуері